# جنس (أحياء)

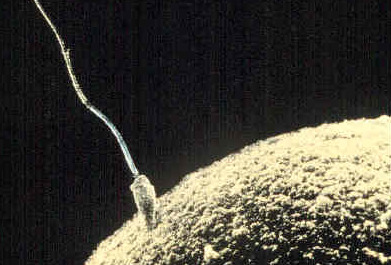
جاميت الذكر (الحيوان المنوي) يخصب جاميت الأنثى (البويضة)

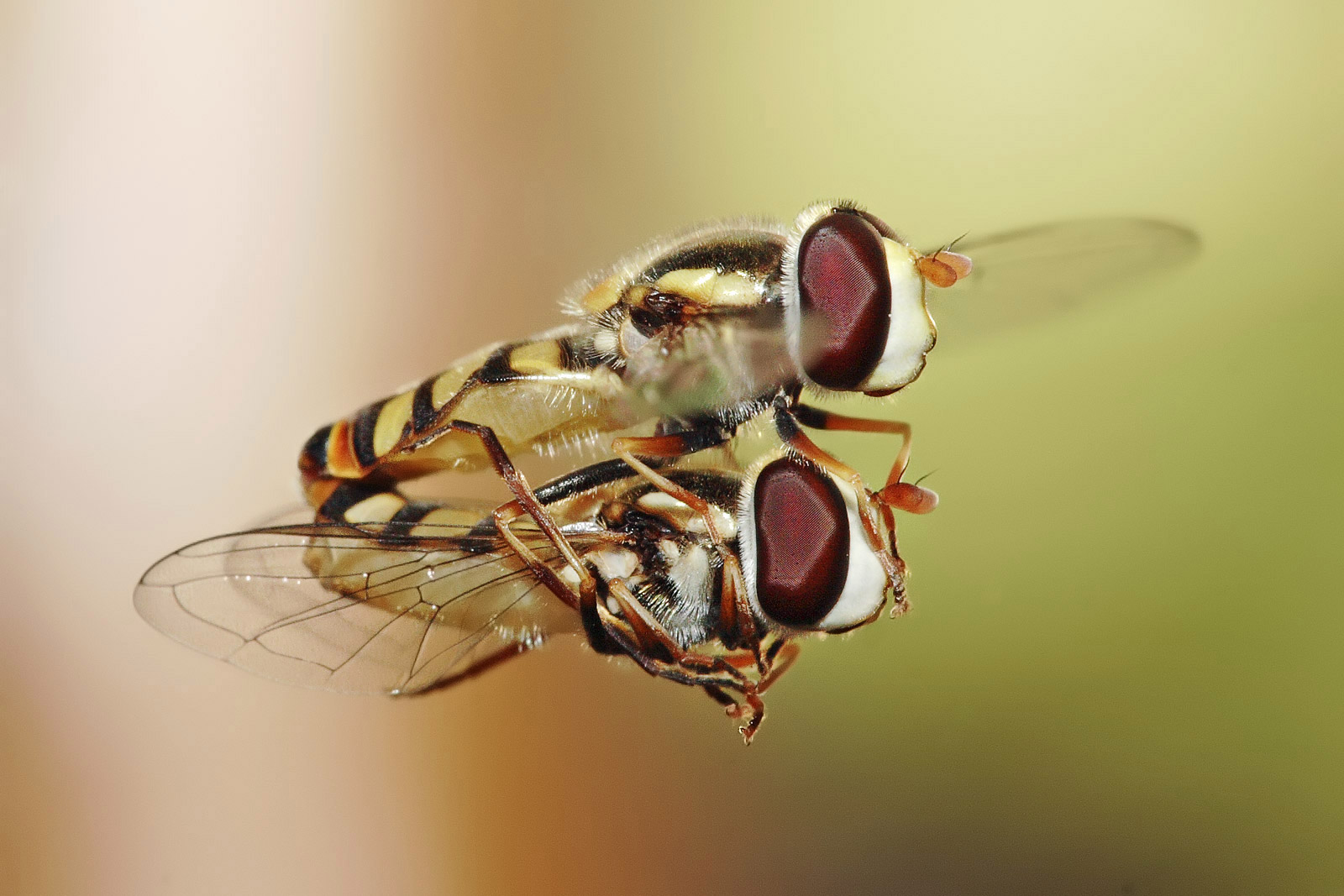
ذُبابتان حوَّامتان تتزاوجان أثناء الطيران.

الجنس يختص أولا بطرق الكائنات الحية للتكاثر. وهو يشير إلى كون هذه الكائنات الحية من نبات وحيوان تتكاثر بطريقة دمج موادها الوراثية، في عملية تسمى بالتكاثر الجنسي أو التزاوج. وعموما فأن تلك الكائنات الحية لديها جنسين : ذكور وإناث. ويعرف الجنس الأنثوي بأنه منتج العرس الأكبر (أي بويضة التكاثر) والتي يتم تخصيبها باندماج العرس الذكري. في الإنسان يتم التكاثر باندماج بويضة المرأة مع الحيوان المنوي الآتي من الرجل فتتشكل اللاقحة.

## الاختلافات بين الجنسين
توجد بعد الخصائص التي تفرق بين ذكر وأنثى الإنسان وتنقسم هذه الخصائص إلى خصائص جنسية أولية وخصائص جنسية ثانوية، الخصائص الأولية هي التي يولد الإنسان بها، أما الخصائص الثانوية فتظهر بعد ذلك بعد البلوغ، ويبين الجدول التالى أهم هذه الخصائص
| المستوى                  | الخصائص                             | أنثى                                            | ذكر |
| ------------------------ | ----------------------------------- | ----------------------------------------------- | --- |
| خصائص أولية              |                                     |                                                 |     |
| كروموزوم الجنس           | XX                                  | XY                                              |     |
| الخلايا الجنسية          | البويضة                             | الحيوان المنوي                                  |     |
| العضو الجنسي             | المبيض                              | الخصية                                          |     |
| هرمون الجنس المسيطر      | إستروجين وبروجيستيرون               | تستوستيرون                                      |     |
| الأعضاء الجنسية الداخلية | البظر، مهبل، رحم، قناة فالوب        | جسمان كهفيان، إحليل، بروستاتا، حويصلتين منويتين |     |
| الأعضاء الجنسية الخارجية | بظر، شفران، فرج، مقنعة بظرية، إحليل | قضيب، كيس الصفن، قلفة، عجان                     |     |
| خصائص ثانوية             |                                     |                                                 |     |
| الطول                    | أقصر نسبيا                          | أطول نسبيا                                      |     |
| الدهن في الجسم           | أكثر نسبيا في بعض المناطق           | أقل نسبيا                                       |     |
| شكل الجسم                | شكل "الساعة الرملية" : 8            | شكل "مثلثي" : ▼                                 |     |
| أخرى                     | الثدي والدورة الشهرية               | تفاحة آدم، اللحية وشعر الجسم                    |     |

## اختلافات أخرى
- جلد الرجال أكثر سمكاً من النساء، ولذا تظهر التجاعيد على النساء مبكرة.
- الأحبال الصوتية للنساء أقصر من الرجال، ولذا فصوت الرجل أعمق من صوت المرأة.
- دم الرجل أثقل من دم المرأة بزيادة 20% من كرات الدم الحمراء، ولذا يستنشق الرجال كمية أكبر من الأكسجين، ويكونون أقوى، ويتنفسون بشكل أعمق من النساء اللاتي يتنفسن بشكل أسرع.
- عظام الرجال أكبر من عظام النساء، وترتيبها مختلف بينهما، وهذا ما يميز مشية المرأة المختلفة عن الرجل.
- للرجال نسبة من العضلات تزيد عن الدهون، ولذا فهم أقدر على التخلص من الوزن الزائد. ويتمتعون بنشاط أكبر على عكس النساء فعندهن طبقة الدهون تحت الجلد تجعلهن أكثر دفئاً شتاءً وأكثر رطوبة صيفاً، وتوفر لهن مخزوناً من الطاقة[1]
- لا يوجد فرق يذكر في الذكاء بين الذكور والإناث، ولكن الفوارق الفردية بين الذكور أبعد مدى منها بين الإناث فعدد العباقرة أكثر بين الذكور وكذلك عدد ضعاف العقل.
- المرأة تحس بالألم أكثر من الرجل نتيجة لأن جسمها يحتوى ضعف ما يحتوبه الرجل من الألياف العصبية مما يجعل إحساسها بالألم أقوى ولمدة أطول[2]

## الصبغيات والجنس

مراحل انقسام الخلية ثم اندماج [نصف] خلية من أنثى مع [نصف] خلية من الذكر لتكوين خلية جديدة ضعفانية تكون نواة لفرد من جيل جديد.

يعتبر التكاثر الجنسي طريقة متفوقة لتكاثر الكائنات الحية. فهي تعمل على إنتاج نسل مهيأ بتكوين أحسن لتحمل التغييرات البيئية. كما يعتقد بعض العلماء أنها طريقة طبيعية لتطور الأحياء وتعدد الأنواع.
يوضح الشكل الدورة الجنسية في النبات والحيوان والإنسان. تتكون الكائنات الحية من خلايا تحتوي كل منها على نواة. وتحتوي كل نواة على صبغيات، توجد الصبغيات دائما بأعداد مزدوجة في الكائنات الضعفانية. عند التكاثر ينفصل نصف عدد الصبغيات من (2n) إلى (n) وتنقسم الخلية إلى خليتين. وتسمى تلك العملية بعملية الانتصاف وتحتوي كل خلية عل عدد (n) من الصبغيات. وخلال عملية الإخصاب يندمج فيها العرس الذكري الفرداني مع العرس الأنثوي الفرداني وبذلك يكتمل عدد الصبغيات في نواة الخلية الضعفانية (المخصبة) إلى 2n.
- في الحيوان والإنسان يسمى العرس الأنثوي بويضة وينشا من البويضة المخصبة جنين.
- في النبات تسمى البويضة المخصبة بذرة.

## كروموسوماتXY
بعض الأجناس يكون الفرد منها خلايا جنسية من النوعين :خلايا مذكرة وخلايا مؤنثة، مثل الثعابين ودودة الأرض ومعظم النباتات. ولكن معظم الحيوانات الثديية والإنسان يتخصص فيها جسم الذكر في إنتاج حيوانات منوية وينتج جسم المرأة البويضة. ويتحدد نوع الجنين أو المولود من الصبغيات المتجمعة في البويضة المخصبة الموروثة من الذكر والأنثي.

يتحدد نوع النشأ عند ذبابة الفاكهة بوساطة الصبغيان XY مثلما يتحدد عند الإنسان.

يتحدد نوع الجنين من الصبغيات الموروثة عن الأبوين. في الإنسان يوجد صبغيان مخصصان يحددان جنس المولود وتسمي الصبغيات الجنسية ، وفي بعض الحيوانات يتحدد جنس المولود بعدد الصبغيات التي يحملها. ونظرا لأن تحديد الجنس عند الإنسان ينشأ عن الصبغيان الجنسيان XY يكون احتمال نشأة مولود ذكر أو أنثى بنسبة 1 : 1.
يتميز الإنسان والحيوانات الثديية بوجود في نواة خليتهم الصبغيان XY : الكروموسوم Y يحمل جينات تعمل على نشأة الذكر. وعدم وجود الكروموسوم Y معناه نشأة الأنثى. وعلى ذلك فالثدييات ذات XX من الصبغيات تكون مؤنثة أما تلك ذات الصبغيات الجنسية XY فتكون ذكورا. ونجد هذا النوع من تحديد جنس النشأ في أحياء أخرى مثل ذبابة الفاكهة وكذلك في بعض النباتات. وفي بعض الأنواع ومن ضمنها ذبابة الفاكهة يتحدد نوع جنس النشأ من عدد الكروموسومات X وليس من وجود الصبغ Y.

## النباتات

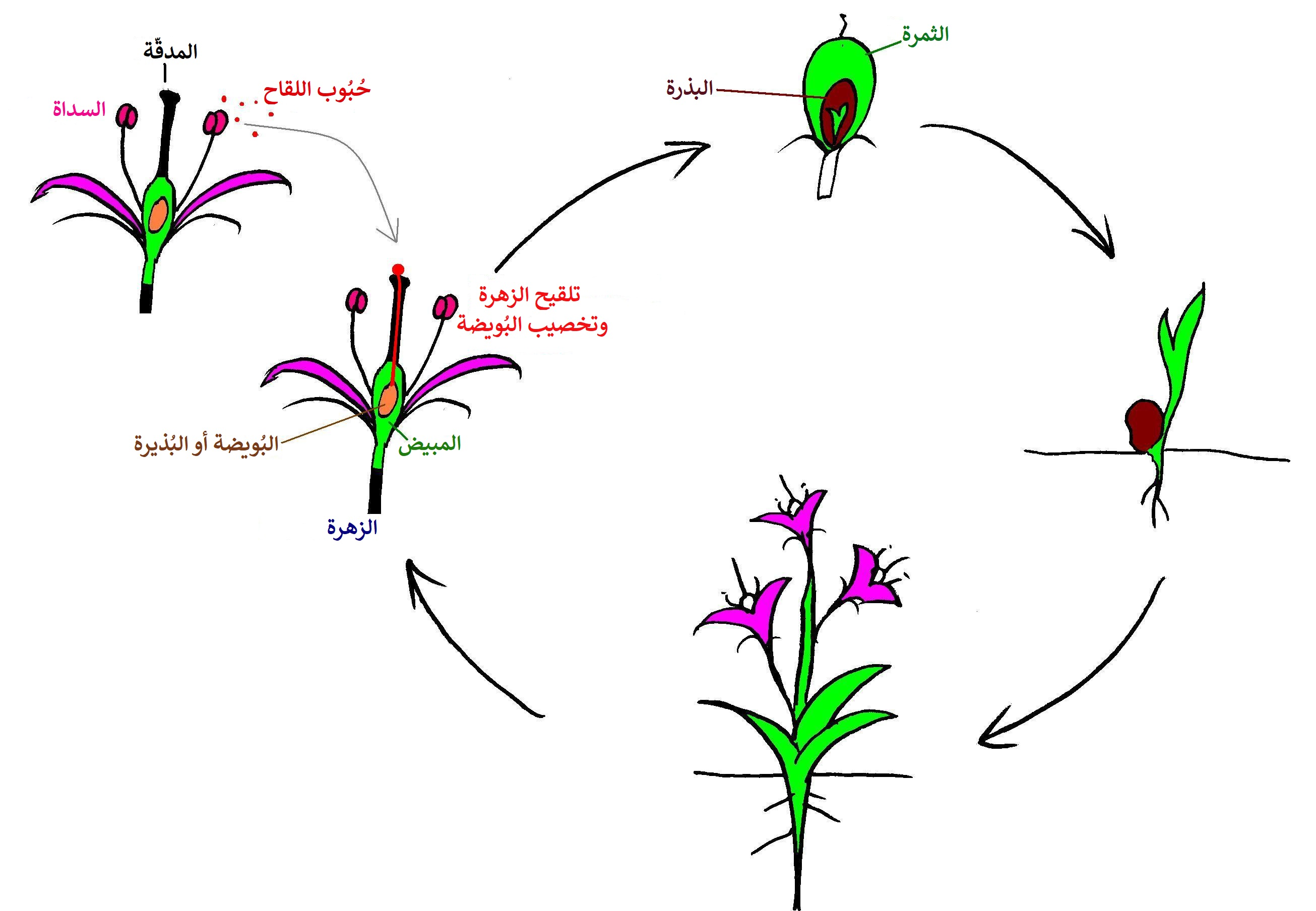
دورة تكاثر نبات من ذوات البذور angiospermes.

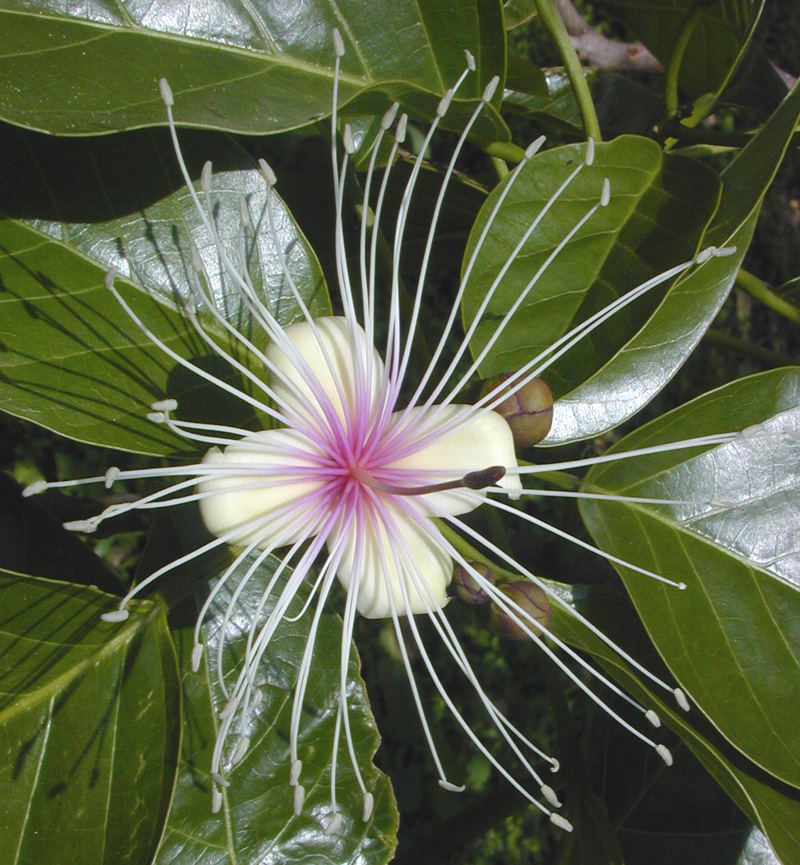
الزهرة وفي وسطها الكربلة، وهي العضو المؤنث وتحتوي على البويضة، وحولها خيوط تنتهي بالمتكات وهي لأعضاء الذكر وتأتي منها حبوب اللقاح.

النباتات المزهرة هي المجموعة الرئيسية ضمن نباتات الأرض وتشكل شعبة مستقلة من النباتات تدعى شعبة الماغنوليات Magnoliophyta أو شعبة مستورات البذور. تؤلف هذه المجموعة واحدة من مجموعتين موجودتين في النباتات البذرية Spermatophyt) seed plants) : تقوم النباتات البذرية بتكوين بذورها ضمن ثمرة حقيقية. بالتالي فهي تحمل الأعضاء التكاثرية reproductive organs في بالزهرة. وتحتوي الكربلة - وهي عادة الحوصلة الكبيرة وسط الزهرة - على البويضة ovule التي ستعطي بدورها الثمرة بعد حدوث التلقيح واندماج واحدة من حبوب اللقاح بها.
إذا كانت الخلية في النبات تحتوي على (2n) من الصبغيات :
- تحتوي البويضة على (n) من الصبغيات،
- وتحتوي حبة واحدة من حبوب اللقاح على عدد (n) من الصبغيات،

وعند التلقيح تندمج المحتويات التكاثرية في البويضة وحبة اللقاح وتصبح الخلية المتكونة كاملة بعدد (2n) من الصبغيات وتسمى عندئذ خلية مخصبة.
والتخصيب في النبات نوعان :
- تخصيب يحدث في الزهرة ذاتيا، أي أن تكتسب البويضة حبة من حبوب اللقاح من نفس الزهرة، أو
- تخصيب يتم فيه تلقيح البويضة بحبة من حبوب لقاح آتية نبات آخر من نفس النوع. وتنتقل حبوب اللقاح من نبات إلى نبات عن طريق الريح أو تنقلها النحلة التي تنتقل من زهرة إلى زهرة.

## الحيوانات
ما يقرب من 95 ٪ من أنواع الحيوانات لها أفراد منفصلون من الذكور والإناث. حوالي 5٪ من أنواع الحيوانات خنثى. ترجع هذه النسبة المنخفضة إلى العدد الكبير جدًا من أنواع الحشرات التي لا يوجد فيها الخنوثة. حوالي 99٪ من الفقاريات هي من النوع المتمايز في أعضائه التناسلية، و 1٪ الباقية خنثى هي تقريبًا جميع الأسماك.

## مواضيع متعلقة
- تكاثر
- توجه جنسي